# St. Maternus und St. Antonius (Roderath)

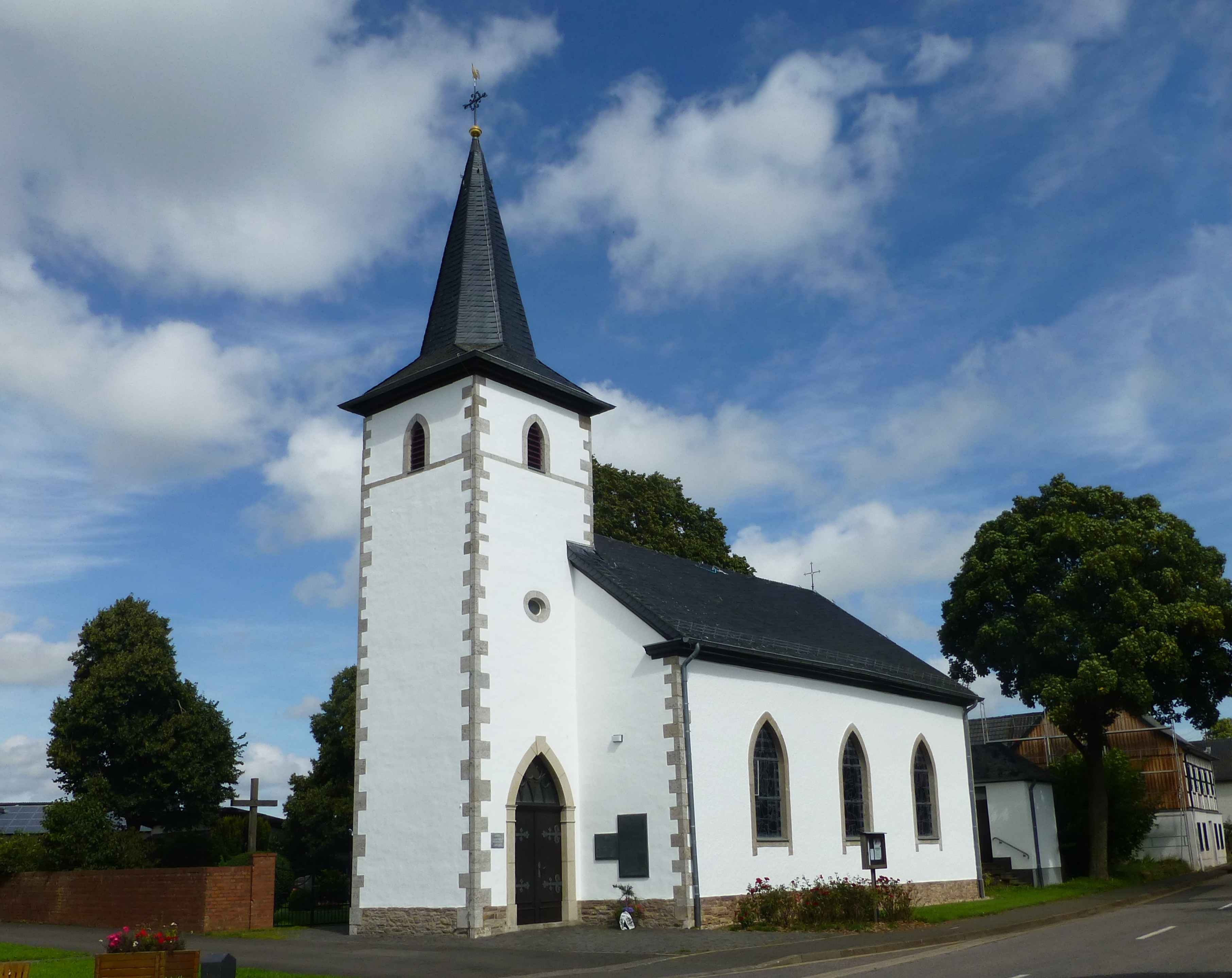

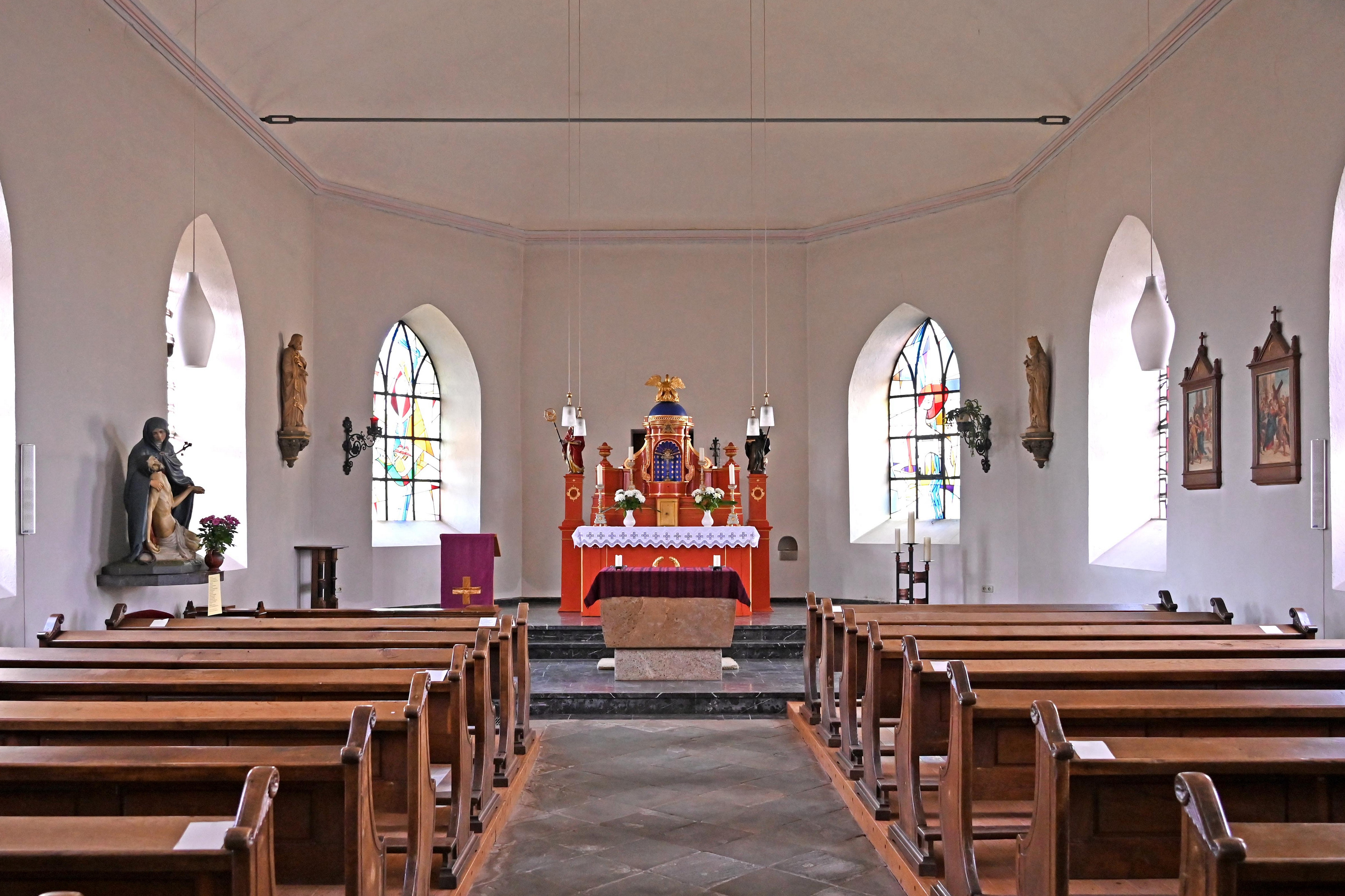
St. Maternus und St. Antonius (Roderath), Innenraum

Die römisch-katholische Kapelle St. Maternus und St. Antonius in Nettersheim-Roderath gehört zur seit 1804 bestehenden Pfarre Bouderath-Holzmülheim-Roderath im Bistum Aachen, die heute mit mehreren anderen Pfarreien die Gemeinschaft der Gemeinden Hl. Hermann-Josef Steinfeld bildet. Das Gotteshaus ist dem heiligen Maternus und dem heiligen Antonius dem Großen geweiht.
Es ist ein geschütztes Baudenkmal.
In Roderath wurde schon 1736 eine Kapelle errichtet.
Sie wurde aber 1849 abgebrochen. Ersetzt wurde sie seit 1846 durch eine neue Kapelle, die an anderer Stelle gebaut wurde und die 1849 fertiggestellt wurde.
Die Kapelle ist ein verputzter, nach Nordost ausgerichteter Bruchsteinbau mit drei Fensterachsen, einem dreiseitig geschlossenen Chor und einem vorgesetzten Turm.
Sie hat 40 Steh- und 40 Sitzplätze.